# سوفیهم
سوفیهم (به سوئدی: Sofiehem) یک منطقهٔ مسکونی در سوئد است که در بخش اومیا واقع شده‌است.